# Ještěrka turecká
Ještěrka turecká (Anatololacerta oertzeni) je druh jihoevropské ještěrky.

## Výskyt
Je hojně rozšířena v Turecku, na Rhodu a Ikarii. Žije na skalkách, v suchých křovinách, sadech, obydlených místech i ve volné přírodě. Areál rozšíření zahrnuje polohy u hladiny moře až po nadmořskou výšku 2000 metrů.

## Popis
Měří 10 až 20 centimetrů, barva hnědá až šedá s modrým ocasem. Živí se mravenci, pavouky a jinými malými bezobratlými. Přezimuje od listopadu do března.

## Poddruhy
- Anatololacerta oertzeni budaki (Eiselt & Schmidtler, 1986)
- Anatololacerta oertzeni finikensis (Eiselt & Schmidtler, 1986)
- Anatololacerta oertzeni ibrahimi (Eiselt & Schmidtler, 1986)
- Anatololacerta oertzeni oertzeni (Werner, 1904)
- Anatololacerta oertzeni pelasgiana (Mertens, 1959)